# Arthromelodes crassicornis
Arthromelodes crassicornis (лат.) — вид жуков-ощупников (Pselaphinae) из семейства стафилиниды. Эндемик Тибета.

## Распространение
Китай, Тибет, Тибетский автономный район, Chagyib District (Nyingchi) и Mêdog County, на высоте более 2 км.

## Описание
Мелкие коротконадкрылые жуки. Длина тела от 1,85 до 1,94 мм. Основная окраска красновато-коричневая. Основные отличия от близких видов: голова субпрямоугольная в основании; вершинные ямки крупные и асетозные, без соединяющей их борозды; антенна короткая; антенномеры монилиформные, членики 9—11 увеличены и с густыми короткими волосками на дорсальной поверхности. Дискальная полоса надкрылий простирается до вершины 2/5 длины надкрылий. Ноги почти простые, только средние голени с небольшой вершинной шпорой. Метавентрит с плотной зоной волосков адмессально. Стернит 2 (IV) с парой трихом латеральнее срединной линии. Эдеагус самца сильно асимметричен; срединная доля с крупной базальной капсулой и треугольным отверстием, расширенным на вершине; дорсальная доля изогнута, апикальная часть сильно загнута вниз, с заостренной вершиной.

## Систематика и этимология
Вид был впервые описан в 2022 году китайским энтомологом Zi-Wei Yin (Shanghai Normal University, Шанхай, Китай). Arthromelodes crassicornis наиболее сходен с Arthromelodes lebus и Arthromelodes nepaeformis. Новый вид может быть идентифицирован по уникальным модификациям усиковых булав самцов и форме эдеагуса. Задняя часть метавентрита самца, покрытая волосками, сходна с таковой у A. nepaeformis и A. lebus, что может свидетельствовать о близком родстве этих видов. Видовой эпитет Arthromelodes crassicornis образован латинскими словами «crassus -a -um» (плотный, толстый, твердый) и «cornis» (рогатый), относящимися к относительно коротким усикам и сильно вытянутым усиковым булавам самцов этого вида.